# چرخ‌ریسک تاب‌لانه جنگلی
چرخ‌ریسک تاب‌لانه جنگلی (نام علمی: Anthoscopus flavifrons) نام یک گونه از تیره چرخ‌ریسک تاب‌لانه است.